# Società di Gesù, Maria e Giuseppe
La Società di Gesù, Maria e Giuseppe (in olandese Zusters van de Heilige Maagd Maria, Gezelschap van Jesus, Maria, Joseph) è un istituto religioso femminile di diritto pontificio: le suore di questa congregazione, dette suore della Beata Vergine Maria, pospongono al loro nome la sigla S.J.M.J.

## Storia
Il periodo napoleonico, con le sue leggi secolarizzatrici, lasciò profonde cicatrici nel cattolicesimo olandese: il sacerdote gesuita Mathias Wolff (1779-1857), pensando che per la ricostruzione della società ci fosse bisogno di scuole, nel 1822 fondò la congregazione insegnante delle suore di Nostra Signora di Amersfoort (derivate dalle suore di Nostra Signora di Namur).
Nel 1840, a causa di alcune difficoltà sorte all'interno della congregazione, padre Wolff assunse la diretta direzione delle case di Engelen, Nimega, Zevenbergen: dalla scissione di queste comunità ebbe origine la Società di Gesù, Maria e Giuseppe, con casa madre a Engelen. La congregazione ricevette l'approvazione pontificia il 5 maggio del 1855.

## Attività e diffusione
Le suore della Società di Gesù, Maria e Giuseppe si dedicano principalmente all'istruzione ed educazione cristiana della gioventù, anche in scuole speciali per disabili mentali; sono anche attive nell'assistenza agli infermi e agli anziani.
Sono presenti in Afghanistan, Australia, Ghana, India, Indonesia, Italia, Paesi Bassi, Tanzania: la sede generalizia è a Vught.
Al 31 dicembre 2008 l'istituto contava 1.322 religiose in 157 case.